# 周易下経三十四卦の一覧
周易下経三十四卦の一覧では『易経』に記載された六十四卦のうち下経にある34卦を総覧する。上経の30卦については周易上経三十卦の一覧を参照。
| 31.咸   | 32.恒   | 33.遯   | 34.大壮 | 35.晋 | 36.明夷 | 37.家人 | 38.睽 | 39.蹇 | 40.解 |
| 41.損   | 42.益   | 43.夬   | 44.姤   | 45.萃 | 46.升   | 47.困   | 48.井 | 49.革 | 50.鼎 |
| 51.震   | 52.艮   | 53.漸   | 54.帰妹 | 55.豊 | 56.旅   | 57.巽   | 58.兌 | 59.渙 | 60.節 |
| 61.中孚 | 62.小過 | 63.既済 | 64.未済 |       |         |         |       |       |       |

## 卦名次序歌訣
| 乾坤屯蒙需訟師，比小畜兮履泰否； |
| 同人大有謙豫隨，蠱臨觀兮噬嗑賁； |
| 剝復無妄大畜頤，大過坎離三十備。 |
| 咸恆遯兮及大壯，晉與明夷家人睽； |
| 蹇解損益夬姤萃，升困井革鼎震繼； |
| 艮漸歸妹豐旅巽，兌渙節兮中孚至； |
| 小過既濟兼未濟，是為下經三十四。 |

- 出處：朱熹．《周易本義〈卦名次序歌〉》

## 咸
咸（かん、ピンイン：xián）は六十四卦の第31番目の卦。内卦（下）が艮、外卦（上）が兌で構成される。
上に多感な時期の少女、下にやはり多感な少年がいる。二者相互の感受性が頂点に達し｢咸」という。繋辞伝では「その拇に感ず」としている。

### 原文
咸、亨。利貞。取女吉。
- 初六、咸其拇。
- 六二、咸其腓。凶。居吉。
- 九三、咸其股。執其随。往吝。
- 九四、貞吉悔亡。憧憧往来、朋従爾思。
- 九五、咸其脢。无悔。
- 上六、咸其輔頬舌。

## 恒
恒（こう、旧字体:恆、ピンイン：héng）は六十四卦の第32番目の卦。内卦（下）が巽、外卦（上）が震で構成される。

### 原文
恒、亨。无咎。利貞。利有攸往。
- 初六、浚恒。貞凶。无攸利。
- 九二、悔亡。
- 九三、不恒其徳。或承之羞。貞吝。
- 九四、田无禽。
- 六五、恒其徳貞。婦人吉、夫子凶。
- 上六、振恒。凶。

## 遯
遯（とん、ピンイン：dùn）は六十四卦の第33番目の卦。内卦（下）が艮、外卦（上）が乾で構成される。通称「天山遯」。 六月に配される。

### 原文
遯、亨。小利貞。
- 初六、遯尾。厲。勿用有攸往。
- 六二、執之用黄牛之革。莫之勝説。
- 九三、繋遯。有疾厲。畜臣妾吉。
- 九四、好遯。君子吉、小人否。
- 九五、嘉遯。貞吉。
- 上九、肥遯。无不利。

## 大壮
大壮（だいそう、旧字体:大壯、ピンイン：dàzhuàng）は六十四卦の第34番目の卦。内卦（下）が乾、外卦（上）が震で構成される。通称「雷天大壮」。二月に配される。

### 原文
大壮、利貞。
- 初九、壮于趾。征凶。有孚。
- 六二、貞吉。
- 九三、小人用壮、君子用罔。貞厲。羝羊触藩羸其角。
- 九四、貞吉。悔亡。藩決不羸。壮于大輿之輹。
- 六五、喪羊于易。无悔。
- 上六、羝羊触藩、不能退、不能遂。无攸利。艱則吉。

## 晋
晋（しん、旧字体:晉、ピンイン：jìn）は六十四卦の第35番目の卦。内卦（下）が坤、外卦（上）が離で構成される。

### 原文
晋、康侯用錫馬蕃庶、昼日三接。
- 初六、晋如、摧如。貞吉。罔孚、裕无咎。
- 六二、晋如、愁如。貞吉。受茲介福于其王母。
- 六三、衆允。悔亡。
- 九四、晋如鼫鼠貞厲。
- 六五、悔亡。失得勿恤。往吉无不利。
- 上九、晋其角。維用伐邑、厲吉无咎。貞吝。

## 明夷
明夷（めいい、ピンイン：míngyí）は六十四卦の第36番目の卦。内卦（下）が離、外卦（上）が坤で構成される。
坤地の下に明の離の日が入る、即ちすべてが暗黒に支配される形である。韜晦のときといえ勿論卦の象はよくない。

### 原文
明夷、利艱貞。
- 初九、明夷、于飛垂其翼。君子于行、三日不食。有攸往、主人有言。
- 六二、明夷、夷于左股。用拯馬壮、吉。
- 九三、明夷、于南狩、得其大首。不可疾貞。
- 六四、入于左腹、獲明夷之心、于出門庭。
- 六五、箕子之明夷。利貞。
- 上六、不明晦。初登于天、後入于地。

## 家人
家人（かじん、ピンイン：jiārén）は六十四卦の第37番目の卦。内卦（下）が離、外卦（上）が巽で構成される。

### 原文
家人、利女貞。
- 初九、閑有家。悔亡。
- 六二、无攸遂。在中饋。貞吉。
- 九三、家人嗃嗃、悔厲吉。婦子嘻嘻、終吝。
- 六四、富家。大吉。
- 九五、王假有家。勿恤、吉。
- 上九、有孚、威如、終吉。

## 睽
睽（けい、ピンイン：kuí）は六十四卦の第38番目の卦。内卦（下）が兌、外卦（上）が離で構成される。
兌の少女と離の中年女とが目を叛け争う。西の九紫であり卦象としては最悪の部類。

### 原文
睽、小事吉。
- 初九、悔亡。喪馬勿逐、自復。見悪人无咎。
- 九二、遇主于巷。无咎。
- 六三、見輿曳。其牛掣。其人天且劓。无初有終。
- 九四、睽孤。遇元夫、交孚。厲无咎。
- 六五、悔亡。厥宗噬膚。往何咎。
- 上九、睽孤。見豕負塗、載鬼一車。先張之弧、後説之弧。匪寇婚媾。往遇雨則吉。

## 蹇
蹇（けん、ピンイン：jiǎn）は六十四卦の第39番目の卦。内卦（下）が艮、外卦（上）が坎で構成される。

### 原文
蹇。利西南。不利東北。利見大人。貞吉。
- 初六、往蹇、来誉。
- 六二、王臣蹇蹇、匪躬之故。
- 九三、往蹇、来反。
- 六四、往蹇、来連。
- 九五、大蹇、朋来。
- 上六、往蹇、来碩。吉。利見大人。

## 解
解（かい、ピンイン：xiè）は六十四卦の第40番目の卦。内卦（下）が坎、外卦（上）が震で構成される。

### 原文
解、利西南。无所往、其来復吉。有攸往、夙吉。
- 初六、无咎。
- 九二、田獲三狐、得黄矢。貞吉。
- 六三、負且乗、致寇至。貞吝。
- 九四、解而拇、朋至斯孚。
- 六五、君子維有解、吉。有孚于小人。
- 上六、公用射隼于高墉之上。獲之、无不利。

## 損
損（そん、ピンイン：sǔn）は六十四卦の第41番目の卦。内卦（下）が兌、外卦（上）が艮で構成される。

### 原文
損、有孚。元吉。无咎。可貞。利有攸往。曷之用。二簋可用亨。
- 初九、巳事遄往、无咎。酌損之。
- 九二、利貞。征凶。弗損益之。
- 六三、三人行、則損一人。一人行、則得其友。
- 六四、損其疾。使遄有喜。无咎。
- 六五、或益之。十朋之亀弗克違。元吉。
- 上九、弗損益之。无咎。貞吉。利有攸往。得臣无家。

## 益
益（えき、ピンイン：yì）は六十四卦の第42番目の卦。内卦（下）が震、外卦（上）が巽で構成される。

### 原文
益、利有攸往。利渉大川。
- 初九、利用為大作。元吉。无咎。
- 六二、或益之。十朋之亀弗克違。永貞吉。王用亨于帝。吉。
- 六三、益之用凶事、无咎。有孚中行、告公用圭。
- 六四、中行告公従。利用為依遷国。
- 九五、有孚恵心。勿問元吉。有孚恵我徳。
- 上九、莫益之。或撃之。立心勿恒。凶。

## 夬
夬（かい、ピンイン：guài）は六十四卦の第43番目の卦。内卦（下）が乾、外卦（上）が兌で構成される。通称「沢天夬」。 三月に配される。

### 原文
夬、揚于王庭。孚号、有厲。告自邑。不利即戎。利有攸往。
- 初九、壮于前趾。往不勝為咎。
- 九二、惕号。莫夜有戎勿恤。
- 九三、壮于頄。有凶。君子夬夬。独行遇雨、若濡有慍、无咎。
- 九四、臀无膚。其行次且。牽羊悔亡。聞言不信。
- 九五、莧陸夬夬。中行无咎。
- 上六、无号。終有凶。

## 姤
姤（こう、ピンイン：gòu）は六十四卦の第44番目の卦。内卦（下）が巽、外卦（上）が乾で構成される。通称「天風姤」。五月に配される。

### 原文
姤、女壮。勿用取女。
- 初六、繋于金柅、貞吉。有攸往、見凶。羸豕孚蹢躅。
- 九二、包有魚。无咎。不利賓。
- 九三、臀无膚。其行次且。厲无大咎。
- 九四、包无魚。起凶。
- 九五、以杞包瓜。含章、有隕自天。
- 上九、姤其角。吝无咎。

## 萃
萃（すい、ピンイン：cuì）は六十四卦の第45番目の卦。内卦（下）が坤、外卦（上）が兌で構成される。

### 原文
萃、亨。王假有廟。利見大人。亨。利貞。用大牲吉。利有攸往。
- 初六、有孚不終。乃乱乃萃。若号、一握為笑。勿恤。往无咎。
- 六二、引吉。无咎。孚乃利用禴。
- 六三、萃如、嗟如。无攸利。往无咎。小吝。
- 九四、大吉。无咎。
- 九五、萃有位。无咎。匪孚。元永貞。悔亡。
- 上六、齎咨、涕洟。无咎。

## 升
升（しょう、ピンイン：shēng）は六十四卦の第46番目の卦。内卦（下）が巽、外卦（上）が坤で構成される。

### 原文
升、元亨。用見大人。勿恤。南征吉。
- 初六、允升。大吉。
- 九二、孚乃利用禴。无咎。
- 九三、升虚邑。
- 六四、王用亨于岐山。吉无咎。
- 六五、貞吉。升階。
- 上六、冥升。利于不息之貞。

## 困
困（こん、ピンイン：kùn）は六十四卦の第47番目の卦。内卦（下）が坎、外卦（上）が兌で構成される。
坎為水とともに難卦の一つ。

### 原文
困、亨。貞。大人吉无咎。有言不信。
- 初六、臀困于株木。入于幽谷、三歳不覿。
- 九二、困于酒食。朱紱方来。利用亨祀。征凶。无咎。
- 六三、困于石、據于蒺藜。入于其宮、不見其妻。凶。
- 九四、来徐徐。困于金車。吝有終。
- 九五、劓刖、困于赤絨。乃徐有説。利用祭祀。
- 上六、困于葛藟于臲卼。曰動悔。有悔征吉。

## 井
井（せい、ピンイン：jǐng）は六十四卦の第48番目の卦。内卦（下）が巽、外卦（上）が坎で構成される。

### 原文
井、改邑不改井。无喪无得。往来井井。汔至亦未繘井、羸其瓶、凶。
- 初六、井泥不食。旧井无禽。
- 九二、井谷射鮒。甕敝漏。
- 九三、井渫不食。為我心惻。可用汲。王明並受其福。
- 六四、井甃。无咎。
- 九五、井洌、寒泉食。
- 上六、井収勿幕。有孚元吉。

## 革
革（かく、ピンイン：gé）は六十四卦の第49番目の卦。内卦（下）が離、外卦（上）が兌で構成される。

### 原文
革、巳日乃孚。元亨。利貞。悔亡。
- 初九、鞏用黄牛之革。
- 六二、巳日乃革之。征吉无咎。
- 九三、征凶。貞厲。革言三就、有孚。
- 九四、悔亡。有孚改命。吉。
- 九五、大人虎変。未占有孚。
- 上六、君子豹変。小人革面。征凶。居貞吉。

## 鼎
鼎（てい、ピンイン：dǐng）は六十四卦の第50番目の卦。内卦（下）が巽、外卦（上）が離で構成される。

### 原文
鼎、元吉。亨。
- 初六、鼎顛趾。利出否。得妾以其子。无咎。
- 九二、鼎有実。我仇有疾。不我能即。吉。
- 九三、鼎耳革、其行塞。雉膏不食。方雨虧悔。終吉。
- 九四、鼎折足、覆公餗。其形渥。凶。
- 六五、鼎黄耳金鉉。利貞。
- 上九、鼎玉鉉。大吉。无不利。

## 震
震（しん、ピンイン：zhèn）は六十四卦の第51番目の卦。上下ともに震で構成される。通称「震為雷」。

### 原文
震、亨。震来虩虩。笑言唖唖。震驚百里、不喪匕鬯。
- 初九、震来虩虩。後笑言唖唖。吉。
- 六二、震来厲。億喪貝、躋于九陵。勿逐。七日得。
- 六三、震蘇蘇。震行无眚。
- 九四、震遂泥。
- 六五、震往来厲。億无喪有事。
- 上六、震索索。視矍矍。征凶。震不于其躬、于其隣、无咎。婚媾有言。

## 艮
艮（ごん、ピンイン：gèn）は六十四卦の第52番目の卦。上下ともに艮で構成される。通称「艮為山」。

### 原文
艮其背不獲其身。行其庭不見其人。无咎。
- 初六、艮其趾。无咎。利永貞。
- 六二、艮其腓。不拯其随。其心不快。
- 九三、艮其限。列其夤。厲薫心。
- 六四、艮其身。无咎。
- 六五、艮其輔。言有序。悔亡。
- 上九、敦艮。吉。

## 漸
漸（ぜん、ピンイン：jiàn）は六十四卦の第53番目の卦。内卦（下）が艮、外卦（上）が巽で構成される。

### 原文
漸、女帰吉。利貞。
- 初六、鴻漸于干。小子厲。有言无咎。
- 六二、鴻漸于磐。飲食衎衎。吉。
- 九三、鴻漸于陸。夫征不復、婦孕不育。凶。利禦寇。
- 六四、鴻漸于木。或得其桷。无咎。
- 九五、鴻漸于陵。婦三歳不孕。終莫之勝。吉。
- 上九、鴻漸于陸。其羽可用為儀。吉。

## 帰妹
帰妹（きまい、旧字体:歸妹、ピンイン：guīmèi）は六十四卦の第54番目の卦。内卦（下）が兌、外卦（上）が震で構成される。

### 原文
帰妹、征凶。无攸利。
- 初九、帰妹以娣。跛能履。征吉。
- 九二、眇能視。利幽人之貞。
- 六三、帰妹以嬬。反帰以娣。
- 九四、帰妹愆期。遅帰有時。
- 六五、帝乙帰妹。其君之袂、不如其娣之袂良。月幾望。吉。
- 上六、女承筐无実、士刲羊无血。无攸利。

## 豊
豊（ほう、旧字体:豐、ピンイン：fēng）は六十四卦の第55番目の卦。内卦（下）が離、外卦（上）が震で構成される。
上に雷鳴、下に離火があり相助け合って極盛を極める。よほどの自戒が必要。

### 原文
豊、亨。王假之。宜日中。
- 初九、遇其配主。雖旬无咎。往有尚。
- 六二、豊其蔀。日中見斗。往得疑疾。有孚発若、吉。
- 九三、豊其沛。日中見沫。折其右肱。无咎。
- 九四、豊其蔀。日中見斗。遇其夷主。吉。
- 六五、来章、有慶誉。吉。
- 上六、豊其屋、蔀其家。闚其戸、闃其无人、三歳不覿。凶。

## 旅
旅（りょ、ピンイン：lǚ）は六十四卦の第56番目の卦。内卦（下）が艮、外卦（上）が離で構成される。

### 原文
旅、小亨。旅貞吉。
- 初六、旅瑣瑣。斯其所取災。
- 六二、旅即次、懐其資、得童僕貞。
- 九三、旅焚其次、喪其童僕。貞厲。
- 九四、旅于処、得其資斧。我心不快。
- 六五、射雉、一矢亡。終以誉命。
- 上九、鳥焚其巣。旅人先笑、後号咷。喪牛于易。凶。

## 巽
巽（そん、ピンイン：xùn）は六十四卦の第57番目の卦。上下ともに巽で構成される。通称「巽為風」。

### 原文
巽、小亨。利有攸往。利見大人。
- 初六、進退。利武人之貞。
- 九二、巽在牀下。用史巫紛若。吉无咎。
- 九三、頻巽。吝。
- 六四、悔亡。田獲三品。
- 九五、貞吉。悔亡。无不利。无初有終。先庚三日、後庚三日。吉。
- 上九、巽在牀下。喪其資斧。貞凶。

## 兌
兌（だ、ピンイン：duì）は六十四卦の第58番目の卦。上下ともに兌で構成される。通称「兌為沢」。

### 原文
兌、亨。利貞。
- 初九、和兌。吉。
- 九二、孚。吉。悔亡。
- 六三、来兌。凶。
- 九四、商兌。未寧、介疾有喜。
- 九五、孚于剥。有厲。
- 上六、引兌。

## 渙
渙（かん、ピンイン：huàn）は六十四卦の第59番目の卦。内卦（下）が坎、外卦（上）が巽で構成される。

### 原文
渙、亨。王假有廟。利渉大川。利貞。
- 初六、用拯。馬壮。吉。
- 九二、渙奔其机。悔亡。
- 六三、渙其躬。无悔。
- 六四、渙其群。元吉。渙有丘。匪夷所思。
- 九五、渙汗其大号。渙王居。无咎。
- 上九、渙其血、去逖出。无咎。

## 節
節（せつ、ピンイン：jié）は六十四卦の第60番目の卦。内卦（下）が兌、外卦（上）が坎で構成される。

### 原文
節、亨。苦節不可貞。
- 初九、不出戸庭。无咎。
- 九二、不出門庭。凶。
- 六三、不節若、則嗟若。无咎。
- 六四、安節。亨。
- 九五、甘節。吉。往有尚。
- 上六、苦節。貞凶。悔亡。

## 中孚
中孚（ちゅうふ、ピンイン：zhōngfú）は六十四卦の第61番目の卦。内卦（下）が兌、外卦（上）が巽で構成される。

### 原文
中孚、豚魚吉。利渉大川。利貞。
- 初九、虞吉。有它不燕。
- 九二、鳴鶴在陰、其子和之。我有好爵。吾与爾靡之。
- 六三、得敵。或鼓或罷、或泣或歌。
- 六四、月幾望。馬匹亡。无咎。
- 九五、有孚攣如。无咎。
- 上九、翰音登于天。貞凶。

## 小過
小過（しょうか、ピンイン：xiǎoguò）は六十四卦の第62番目の卦。内卦（下）が艮、外卦（上）が震で構成される。

### 原文
小過、亨。利貞。可小事、不可大事。飛鳥遺之音。不宜上、宜下。大吉。
- 初六、飛鳥以凶。
- 六二、過其祖、遇其妣。不及其君、遇其臣。无咎。
- 九三、弗過防之、従或戕之。凶。
- 九四、无咎。弗過遇之。往厲。必戒。勿用永貞。
- 六五、密雲不雨。自我西郊。公弋取彼在穴。
- 上六、弗遇過之。飛鳥離之。凶。之謂災眚。

## 既済
既済（きせい、旧字体:既濟、ピンイン：jìjì）は六十四卦の第63番目の卦。内卦（下）が離、外卦（上）が坎で構成される。
この卦は全てが当を得ており、最高の卦である。事象の判断では現状維持を中心に方針を決める時である。

### 原文
既済、亨小。利貞。初吉終乱。
- 初九、曳其輪、濡其尾。无咎。
- 六二、婦喪其茀。勿逐。七日得。
- 九三、高宗伐鬼方。三年克之。小人勿用。
- 六四、繻有衣袽。終日戒。
- 九五、東隣殺牛、不如西隣之禴祭、実受其福。
- 上六、濡其首。厲。

## 未済
未済（びせい、ピンイン：wèijì）は六十四卦の第64番目の卦。内卦（下）が坎、外卦（上）が離で構成される。

### 原文
未済、亨。小狐汔済、濡其尾。无攸利。
- 初六、濡其尾。吝。
- 九二、曳其輪。貞吉。
- 六三、未済。征凶。利渉大川。
- 九四、貞吉悔亡。震用伐鬼方。三年有賞于大国。
- 六五、貞吉无悔。君子之光。有孚吉。
- 上九、有孚于飲酒。无咎。濡其首、有孚失是。